# Gouvernement Modibo Diarra (2)
République du Mali
Diarra I Cissoko I
Le 20 août 2012, Dioncounda Traoré, président de la république nomme le nouveau gouvernement qualifié « d'union nationale » afin de répondre à une exigence de la Cédéao. Le nouveau gouvernement, dirigé par le Premier ministre Cheick Modibo Diarra reconduit à son poste, est constitué de 31 ministres et marque le retour des représentants des partis politiques, exclu du premier gouvernement de Cheick Modibo Diarra.

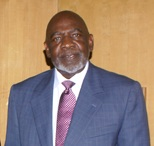
Le Chef du gouvernement malien

## Composition du gouvernement du 20 août 2012
Le gouvernement est constitué de 31 membres:
- Premier ministre : Cheick Modibo Diarra

- Ministre de l'Économie, des Finances et du Budget : Tiéna Coulibaly
- Ministre de la Défense et des Anciens combattants : Colonel-Major Yamoussa Camara
- Ministre des Affaires étrangères et de la Coopération internationale:  Tiéman Coulibaly
- Ministre de l'Administration territoriale et de la Décentralisation : Colonel Moussa Sinko Coulibaly
- Ministre de la Fonction publique, de la Gouvernance et des Réformes administratives et Politiques, chargé des Relations avec les Institutions : Mamadou Namory Traoré
- Ministre des Maliens de l’extérieur et de l’Intégration africaine : Mme Traoré Rokiatou Guikiné
- Ministre de la Sécurité intérieure et de la Protection civile : Général Tiéfing Konaté
- Ministre de l'Agriculture : Dr Yaranga Coulibaly
- Ministre de l'Enseignement supérieur et de la Recherche scientifique :  Pr Harouna Kanté
- Ministre de l'Éducation, de l’Alphabétisation, de la Promotion des Langues nationales et de l’Instruction civique : Adama Ouane
- Ministre de la Santé : Soumana Makadji
- Ministre du Logement, de l’Urbanisme, et des Affaires foncières : Mme Diallo Fadima Touré
- Ministre de l'Équipement et de l'Aménagement du territoire : Mamadou Coulibaly
- Ministre des Transports et des Infrastructures routières : Lieutenant-colonel Abdoulaye Koumaré
- Ministre des Mines : Dr Amadou Baba Sy
- Ministre de la Justice, Garde des Sceaux : Malick Coulibaly
- Ministre du Travail, de l’Emploi et de la Formation professionnelle : Dr Diallo Déidia Mahamane Kattra
- Ministre du Commerce et de l’Industrie : Abdel Karim Konaté
- Ministre de l'Élevage et de la Pêche : Makan Tounkara
- Ministre de l'Action humanitaire, de la Solidarité et des Personnes âgées : Dr Mamadou Sidibé
- Ministre de la Communication : Bruno Maïga
- Ministre de la Poste et des Nouvelles technologies : Bréhima Tolo
- Ministre de l'Énergie, de l’Eau et de l’Environnement : Alpha Bocar Nafo
- Ministre de la Culture : Boubacar Hamadoun Kébé
- Ministre de l'Environnement et de l’Assainissement : David Sagara
- Ministre de la Jeunesse et des Sports : Hameye Founé Mahalmadané
- Ministre de la Famille, de la Promotion de la Femme et de l’Enfant : Mme Alwata Ichata Sahi
- Ministre de l'Artisanat et du Tourisme : Ousmane Ag Rhissa
- Ministre des Affaires religieuses et du Culte : Dr Yacouba Traoré
- Ministre délégué auprès du Ministre de l'Économie, des Finances et du Budget, chargé du Budget : Marimpa Samoura
- Ministre délégué auprès du Ministre de l'Administration territoriale et de la Décentralisation, chargé de la Décentralisation :  Demba Traoré